# Обикновен морски език
Обикновеният морски език (Solea solea) е вид лъчеперка от семейство Морски езици (Soleidae).

## Описание
Малките очи на рибата са разположени близо едно до друго, от дясната страна на тялото. Това ѝ позволява да се спотайва полузаровена в пясъка през деня, тъй като видът е активен главно през нощта. Морският език се излюпва като „нормална“ риба с по едно око от всяка страна на тялото. В много ранна възраст, обаче, претърпява метаморфоза. Горната част е сиво-кафява, а долната част е бяла. Достига максимална дължина 70 cm. Тялото е овално, плоско, асиметрично. Обикновено се движи поединично. Храни се с малки рибки, червеи, ракообразни и микроорганизми. Живее около 26 години. Рибата има добри вкусови качества, поради което има голяма пазарна стойност.

## Местообитание и разпространение
Рибата предпочита относително плитки води с пясък или кал на дъното. Среща се в източната част на Атлантическия океан, от Норвегия до Сенегал, както и в почти всички части на Средиземно море (включително и югозападните части на Черно море). През зимата се оттегля към относително топлите води на Северно море. Най-важното ѝ място за размножаване а Ваденско море.

## Популации
Данните за морския език в Средиземно море са оскъдни и недостатъчни. Наличните данни за някои области показват прекомерна експлоатация.